# Catagramma strympli
Catagramma strympli är en fjärilsart som beskrevs av Anton Heinrich Fassl 1922. Catagramma strympli ingår i släktet Catagramma och familjen praktfjärilar. Inga underarter finns listade i Catalogue of Life.